# هيلدا هاين
هيلدا هاين (بالإنجليزية: Hilda C. Heine)‏، من مواليد 6 أبريل 1951 في جالويت، هي سياسية ورئيسة جمهورية جزر مارشال منذ 3 يناير 2023.
 

## حياتها
هيلدا هي الأولى التي حصلت على الدكتوراه في البلاد بعد دراستها في جامعة كاليفورنيا الجنوبية.
في 26 يناير 2016، تم عزل كاستن نيمرا من المنصب بتصويت البرلمان بعد أسبوع فقط من تنصيبه. ومن الغد انتُخبت هيلدا هاين بأربعة وعشرين صوتًا من أصل ثلاثة وثلاثين. وأصبحت بذلك أول امرأة تُنتخب لقيادة البلاد. وهي أيضا أول رئيسة لدولة في أوقيانوسيا.